# Пимента де Каштру, Жуакин
Жуакин Пимента де Каштру (порт. Joaquim Pimenta de Castro;  5 ноября 1846, Монсан — 14 мая 1918, Лиссабон) — португальский политический и государственный деятель, военачальник, бригадный генерал, дипломат, премьер-министр Португалии (25 января 1915 — 14 мая 1915), математик.
Окончил Коимбрский университет, где изучал математику.
Кадровый военный офицер армии Португалии, после окончания университета 
Коимбры в 1908 году был назначен командующим 3-го военного округа в Порту. После провозглашения Первой республики 5 октября 1910 года стал военным и морским министром. Ушёл в отставку из-за разногласий с монархистом Энрике ди Пайвы Коусейру. 
Будучи независимым политиком, был выбран президентом Мануэлем де Арриагой на пост председателя совета министров (премьер-министром) правительства, которое должно было управлять страной без парламента, при правящей Португальской республиканской партии во главе с Афонсу Коштой.
В 1915 году занимал пост главы правительства Португалии (председателя Совета министров).
Возглавлял МИД и министерство финансов страны.